# Patricia Poku-Diaby
 (mars 2023).
Patricia Poku-Diaby est une femme d'affaires ghanéenne, marchande de cacao et PDG de Plot Entreprise Ghana Limited. Elle fait partie des femmes les plus riches d'Afrique et la femme la plus riche du Ghana,,,.

## Biographie

### Origines et études
Avant de créer le Plot Enterprise Group, Patricia Poku-Diaby commence sa carrière professionnelle dans l'entreprise familiale. Ce n'est que plus tard qu'elle fonde le Plot Enterprise Group en Côte d'Ivoire à partir de son entreprise ghanéenne pionnière,,.

## Prix et distinctions
En 2015, Patricia Poku-Diaby est classée huitième Ghanéenne la plus riche parmi 80 hommes d'affaires et entrepreneurs ghanéens avec une valeur nette de 720 millions de dollars dans une liste compilée par Goodman AMC, une société de gestion et de conseil et The Ghana Wealth Report,,.